# Дебютный регламент
Дебютный регламент рэ́ндзю — набор правил, регламентирующий процесс выставления первых пяти камней играющими в рэндзю. Необходимость введения данных правил возникла из-за доказанного выигрыша начинающего даже при наличии запрещённых ходов.

## История
К моменту создания Международной федерации рэндзю необходимость регулирования первых пяти ходов уже была общеизвестна. Для чемпионатов мира с 1989 по 1995 год использовался регламент с выбором цвета. Затем его сменил дебютный регламент RIF, пока в 2008 году не были одобрены к использованию целый ряд дебютных регламентов.

## Общие правила для всех регламентов
В рэндзю игра всегда начинается с центрального пункта доски, называемого тэнгэн (яп. 天元) — «небесное начало», или «центр неба». Второй ход делается в центральный квадрат размером 3×3, третий ограничен центральным квадратом 5×5. Камни появляются со строгим чередованием цвета, то есть первый чёрный, второй белый, третий чёрный, четвёртый белый, пятый чёрный. Пропуск хода в этой стадии партии запрещён. Каждый дебютный регламент фиксирует только процедуру выставления первых пяти камней, с появлением на доске шестого камня игра выходит из регулируемой регламентами стадии и проходит по обычным правилам рэндзю.

## Дебютный регламент с выбором цвета
Последовательность ходов, подразумеваемых правилом, такова.
1. Первый игрок (временные чёрные) ставит первый камень в центр доски.
2. Второй игрок (временные белые) ставит второй камень в центральный квадрат 3×3.
3. Первый игрок (временные чёрные) ставит третий камень в центральный квадрат 5×5, запрещены дебюты 13В и 13Д.
4. Второй игрок (временные белые) имеет возможность выбора цвета, т.е. решает, кто из игроков за какой цвет будет играть в партии.
5. Тот игрок, который в итоге выбора второго игрока получил белый цвет, делает 4 ход в любой незанятый пункт.
6. Его оппонент, играющий чёрными, должен сделать 2 различных предложения для 5 хода. Предложения не должны давать позиции, эквивалентные с учётом симметрии и без учёта расстояний до краёв доски.
7. Белые выбирают, какой камень из двух предложенных будет 5-м ходом в игре. Время чёрных идёт до тех пор, пока они не предложат два корректных варианта 5-го хода; время белых идёт до тех пор, пока они не выберут одно из предложений и не сделают свой очередной 6 ход в любой незанятый пункт.

Во время розыгрыша дебюта запрещено пасовать.
Этот регламент делает постановку диагональных дебютов более выгодной, вследствие чего был заменён на дебютный регламент RIF. Основная разница между правилами в том, кто делает второй ход; это правило даёт эту возможность второму игроку, а правило RIF даёт право выставить все три первых камня первому игроку: в силу малого числа равновесных по RIF диагональных дебютов второй игрок мог обеспечить себе некоторый дебютный перевес после выбора цвета, что нарушало принцип равных шансов для играющих. Данный дебютный регламент являлся официальным дебютным регламентом чемпионатов мира по рэндзю и командных чемпионатов мира по рэндзю до 1995 года. В настоящее время не используется.

## Дебютный регламент RIF
Отличие от регламента с выбором цвета в том, что второй камень в центральный квадрат 3×3 ставит не второй игрок, а первый. Спустя несколько лет активной игры и анализа (с учётом роста возможностей компьютерного анализа) стало ясно, что этот дебютный регламент нуждается в доработке, так как предлагает весьма ограниченное число равных дебютов для игроков высокого класса (конкретно, только 3В и 11В). Тем не менее, регламент являлся официальным дебютным регламентом чемпионатов мира по рэндзю и командных чемпионатов мира по рэндзю с 1996 года по 2007, равно как и основным регламентом для подавляющего числа проводившихся в этот период турниров. В настоящее время используется в основном для обучения новичков, был заменён в 2008 году на дебютный регламент Ямагути.

## Дебютный регламент Ямагути
Этот регламент был предложен японским игроком Юсуем Ямагути. Отличие от дебютного регламента RIF состоит в том, что число альтернатив пятым ходом (пункт 6 в описании регламента с выбором цвета) не строго равно двум, а задаётся первым игроком одновременно с выполнением 1-3 пунктов, то есть с выставлением дебюта. Он даёт некоторое количество новых возможных для игры вариантов в части дебютов, но некоторые (13-е и некоторые другие) не становятся возможными. Кроме того, этот регламент не защищает игроков от ничейного варианта 11В. Данный регламент является официальным дебютным регламентом чемпионатов мира по рэндзю и командных чемпионатов мира по рэндзю с 2009 года, хотя в 2008 году он принимался как временный регламент на пять лет, то есть до 2013 года включительно.

## Дебютный регламент Соосырва
Этот дебютный регламент был предложен эстонским игроком Антсом Соосырвом и сертифицирован RIF в 2008 году. Последовательность действий, подразумеваемых правилом, такова.
1. Первый игрок (временные чёрные) ставит один из 26 канонических дебютов, то есть первый (чёрный), второй (белый) и третий (чёрный) камни.
2. Его оппонент имеет право на смену цвета.
3. Игрок, получивший белый цвет, ставит 4 камень в любой незанятый пункт и объявляет, сколько вариантов пятого хода должно быть предложено в партии, это число может быть от 1 до 4.
4. Его оппонент имеет право на смену цвета.
5. Игрок, получивший чёрный цвет, выставляет столько пятых ходов, сколько было объявлено ранее. Ходы, приводящие к позициям, симметричным друг другу без учёта расстояний до краёв доски, запрещены.
6. Игрок, получивший белый цвет, выбирает один 5-й ход из предложенных и делает шестой ход.

Это правило даёт среднее разнообразие новых играбельных вариантов в значительном числе дебютов, особенно белоцветных, но дебюты, очень сильные за чёрных (такие как 2В, 2Д, 4Д, 4В и др.), остаются невозможными. Для решения этой проблемы было предложено и сертифицировано Международной федерацией рэндзю расширение этого регламента, дебютный регламент Соосырва-N. Этот дебютный регламент использовался на чемпионате Европы 2008 года и в ряде менее значительных международных соревнований.

### Дебютный регламент Соосырва-N
Отличие заключается в том, что число альтернатив для пятого хода, предлагаемое на 3 шаге игроком, имеющим в этот момент белые камни, ограничено сверху не числом четыре, а некоторым числом N, например, пятью (Соосырв-5) или семью (Соосырв-7). Регламент Соосырва-5 использовался на Высшей лиге чемпионата России в 2011 и 2013 году. Регламент Соосырв-7 является основным для заочного чемпионата мира с 2013 года.

## Дебютный регламент Таранникова
Данный дебютный регламент был предложен российским игроком Юрием Таранниковым. Этот регламент не сертифицирован, но имеет ряд сертифицированных расширений, а именно дебютный регламент Тарагути и дебютный регламент Тарагути-N.
Последовательность ходов, подразумеваемых правилом, такова.
1. Игрок, имеющий чёрный цвет, ставит первый камень в центр доски.
2. Второй игрок имеет право на смену цвета.
3. Игрок, получивший белый цвет (первый игрок в случае реализации права на смену цвета либо второй игрок в противном случае) ставит второй камень в пределах центрального квадрата 3×3.
4. Его оппонент имеет право на смену цвета.
5. Игрок, получивший чёрный цвет, ставит третий камень в пределах центрального квадрата 5×5.
6. Его оппонент имеет право на смену цвета.
7. Игрок, получивший белый цвет, ставит четвёртый камень в пределах центрального квадрата 7×7.
8. Его оппонент имеет право на смену цвета.
9. Игрок, получивший чёрный цвет, ставит пятый камень в пределах центрального квадрата 9×9.
10. Его оппонент имеет право на смену цвета.
11. Игрок, получивший белый цвет, ставит шестой камень в любой свободный пункт.

Это правило предлагает наибольшее разнообразие играбельных вариантов во всех канонических дебютах, но сертификация не была пройдена, так как данное правило может дать некоторый перевес тем игрокам, кто способен подготовить сложные и острые пятиходовые заготовки.

### Дебютный регламент Тарагути
Был предложен японским игроком Ямагути как развитие дебютного регламента Таранникова и получил наименование в виде композиции имён авторов. В 2008 году успешно прошёл сертификацию. Основное отличие от дебютного регламента Таранникова в том, что на 9 шаге игрок, имеющий в данный момент чёрный цвет, имеет две возможности: либо поставить пятый камень в соответствии с последовательностью действий, подразумеваемых регламентом Таранникова, либо
поставить пять различных вариантов пятого хода (симметричные запрещены), после чего цвета в партии считаются определёнными, белые выбирают из пяти вариантов один, убирая остальные, ставят шестой камень в любой свободный пункт.
Данный регламент предлагает некоторое разнообразие допустимых вариантов в дебютах, которые невозможны по регламенту Ямагути, например в 13В, 13Д, 12В и других.
С другой стороны, это правило ограничивает набор допустимых дебютов теми, в которых нет пяти выигрывающих пятых ходов, так что 2Д, 2В и некоторые другие дебюты становятся недоступными. Эта проблема решается дебютным регламентом Тарагути-N.

### Дебютный регламент Тарагути-N
От регламента Тарагути данный регламент отличается тем, что вместо пятого хода игрок, имеющий временные чёрные в момент появления четвёртого камня, имеет возможность зафиксировать цвет, поставив не пять, а N камней. Этот дебютный регламент предлагает очень широкий набор доступных вариантов. Он будет основным регламентом чемпионата Европы 2014 года.

## Дебютный регламент Сакаты
Данный дебютный регламент был назван в честь японского игрока Горо Сакаты.
1. Первый игрок (временные чёрные) ставит один из 26 канонических дебютов, то есть первый (чёрный), второй (белый) и третий (чёрный) камни.
2. Второй игрок выставляет четвёртый (белый) и пятый (чёрный) камни в любые свободные пункты доски.
3. Первый игрок выбирает цвет камней, которым он будет продолжать эту партию.
4. Игрок, получивший белый цвет, делает шестой ход.

Регламент был сертифицирован в 2008 году, но в крупных турнирах использовался мало.